# Centropus viridis
Il cucal delle Filippine o cuculo fagiano delle Filippine (Centropus viridis Scopoli, 1786) è un uccello della famiglia Cuculidae.

## Distribuzione e habitat
Questo uccello vive nelle Filippine.

## Tassonomia
Centropus viridis ha quattro sottospecie:
- Centropus viridis major
- Centropus viridis viridis
- Centropus viridis mindorensis
- Centropus viridis carpenteri